# Oliver Lazarus

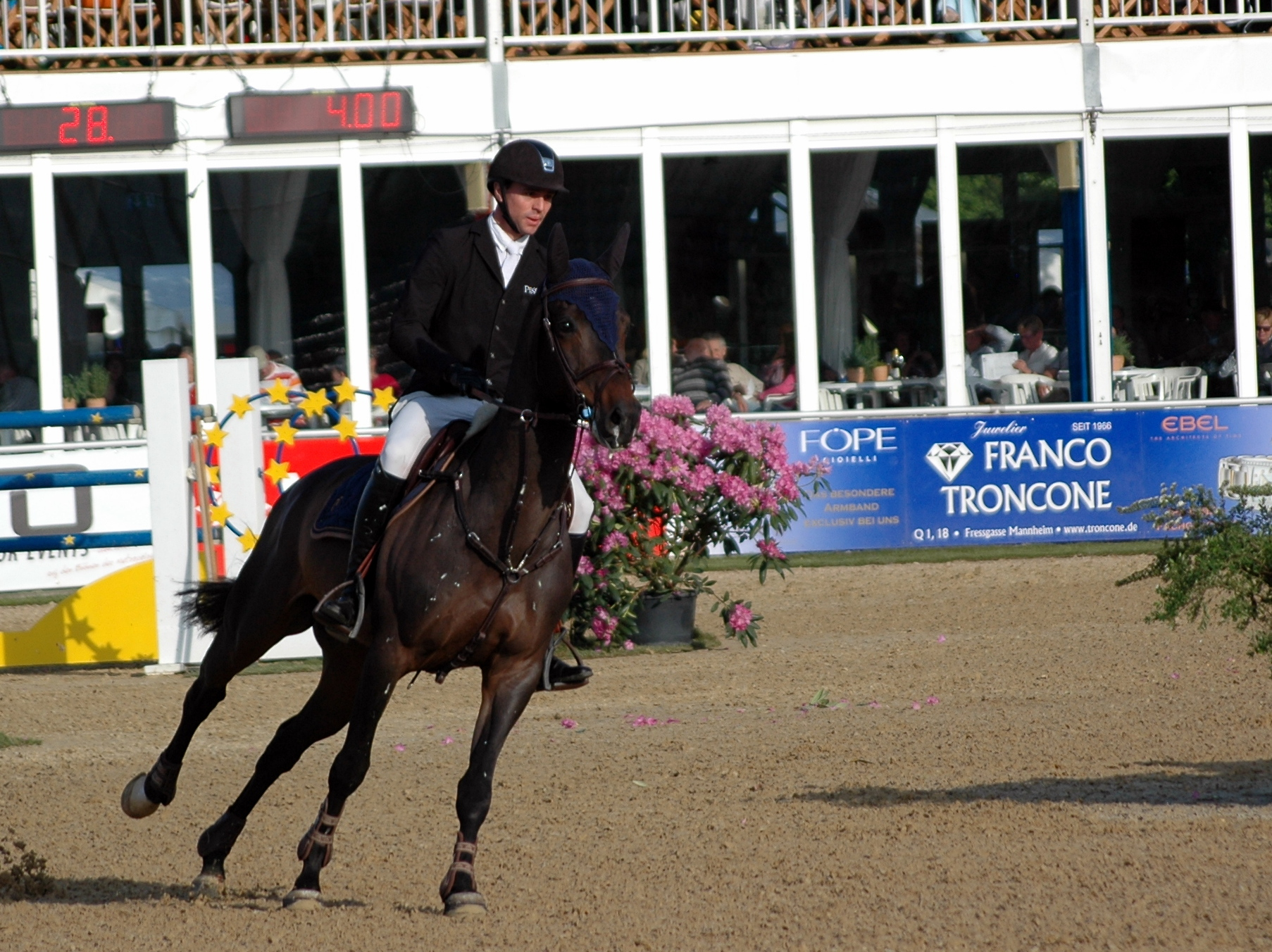
Oliver Lazarus beim Maimarkt-Turnier 2014

Oliver James Lazarus (* 26. Oktober 1987 in Swasiland) ist ein südafrikanischer Springreiter.

## Karriere
Mit sechs Jahren ritt Oliver Lazarus die erste Jagd. In den ersten Jahren seiner Karriere trainierte er unter Trevor Lovgren, Jane Sheppard und Damien Stevens. Während eines Englandaufenthalts gewann er im britischen Staffordshire den Preis als „Star der Zukunft“ (für Reiter unter 16 Jahren) und ritt in Windsor beim prestigeträchtigen Festival of Show Jumping. Nach seiner Rückkehr nach Südafrika gewann Lazarus die JB-Meisterschaften am BOE Cape Horse Show in Constantia. 2005 bekam Oliver Lazarus im Rahmen der German Friendships eine Promi-Reitstunde bei Marcus Ehning und Ludger Beerbaum.
Nach seinem Schulabschluss ging Oliver für ein Jahr in den Stall des britischen Springreiters David McPherson. Ende September 2006 zog er für ursprünglich zwei Trainingsmonate nach Riesenbeck in den Stall von Ludger Beerbaum, dieser war jedoch so angetan von Lazarus’ Reitkünsten, dass er den damals 19-Jährigen als Bereiter anstellte. Anfang 2009 ging Oliver Lazarus in den Stall von Denis Lynch, kehrte aber bereits nach zwei Monaten wieder zurück nach Riesenbeck. Anfang 2010 wechselte er in den Stall des Bundestrainers Otto Becker. Nur wenige Monate später machte er sich auf der Anlage von Claudia Kirchhoff in Rosendahl selbständig. Hier verblieb er fast zwei Jahre und kehrte im Januar 2012 zu Ludger Beerbaum zurück. Von Im September 2013 bis Dezember 2014 war er in Lohmar tätig, wo er im Stall von Jochen Scherer beschäftigt war. Im Jahr 2015 machte er sich selbständig.

## Privates
Lazarus, der für Südafrika reitet, hat sowohl einen südafrikanischen als auch einen britischen Pass. Am 26. November 2012 brachte seine Freundin in Växjö einen Sohn zur Welt.

## Aktuelle Turnierpferde
- Corvette 21 (* 2001), brauner Wallach, Vater: Cobretti, Muttervater: Concorde, Besitzer: Oliver Lazarus
- Crocket 18 (* 1996), Oldenburger Schimmelwallach, Vater: Calido I, Muttervater: Ramiro, Besitzer: Oliver Lazarus
- Cassiano Z (* 1997), Vater: Carthago Z, Muttervater: Akteur, geboren auf dem Gestüt Zangersheide in Belgien, Besitzer: Oliver Lazarus
- Silver Exchange II (* 2001), Oldenburger Schimmelwallach, Vater: Landjunge, Muttervater: Lavallo, Besitzer: David McPherson
- Silver Spring, Besitzer: David McPherson
- Cilantro (* 2003), Holsteiner
- Que Sera 10
- Waldman Doo

## Erfolge (Auszug)
- 2007: 5. Platz im Großen Preis v. Hannover (Riders Tour), 9. Platz im Großen Preis v. Oldenburg (CSI3*)
- 2008: 2. Platz im Großen Preis v. Donaueschingen, 8. Platz im Großen Preis v. Hagen (CSI3*), 7. Platz im Weltcup-Springen in Vigo, 6. Platz der Riders Tour Etappe in Hannover, 9. Platz im Großen Preis von Oldenburg
- 2009: 4. Platz in München mit Waldman Doo, 4. Platz im Großen Preis von Oldenburg mit Waldman Doo, 6. Platz im Preis der Deutschen Kreditbank – Hannover mit Cassiano Z, 5. Platz im Großen Preis v. Nörten-Hardenberg – Goldene Peitsche
- 2010: 1. Platz im Sprehe Championat von Paderborn, mit Cassiano Z, 3. Platz im Großen Preis von Bratislava mit Billy de Laubry, 1. Platz im Großen Preis von Drammen (CSIO3*) mit Silver Spring